# Clasificación para la Copa Asiática 2000
La Clasificación para la Copa Asiática 2000 fue la fase de eliminatoria en la que participaron 43 selecciones nacionales de Asia para definir a 10 clasificados para el torneo final.
Líbano como país organizador y Arabia Saudita como campeón defensor clasificaron automáticamente.

## Resultados

### Grupo 1
| Pos. | Equipo         | Pts. | PJ | G | E | P | GF | GC | Dif. | Clasificación |
| ---- | -------------- | ---- | -- | - | - | - | -- | -- | ---- | ------------- |
| 1    | Irak           | 9    | 3  | 3 | 0 | 0 | 9  | 2  | +7   | Copa Asiática |
| 2    | Tayikistán (H) | 6    | 3  | 2 | 0 | 1 | 6  | 5  | +1   |               |
| 3    | Omán           | 3    | 3  | 1 | 0 | 2 | 4  | 4  | 0    |               |
| 4    | Kirguistán     | 0    | 3  | 0 | 0 | 3 | 3  | 11 | −8   |               |

 Fuente: 
| 3 de agosto de 1999 | Omán                             | 3–0 | Kirguistán | Central Stadium, Dushanbe                                         |                                                                   |
|                     | Al-Wahaibi 7' · Al-Habsi 39' 90' |     |            | Asistencia: 5,000 espectadores Árbitro(s): Saeed Abdullah Ibrahim | Asistencia: 5,000 espectadores Árbitro(s): Saeed Abdullah Ibrahim |

| 3 de agosto de 1999 | Tayikistán         | 1–2 | Irak                         | Central Stadium, Dushanbe |  |
|                     | Muminov 32' (pen.) |     | Hamad 28' (pen.) · Jafar 90' |                           |  |

| 5 de agosto de 1999 | Kirguistán                   | 2–3 | Tayikistán                          | Central Stadium, Dushanbe                                         |                                                                   |
|                     | Zhumagulov 45' · Berdaly 75' |     | Muminov 6' 11' (pen.) · Nazarov 57' | Asistencia: 6,000 espectadores Árbitro(s): Saeed Abdullah Ibrahim | Asistencia: 6,000 espectadores Árbitro(s): Saeed Abdullah Ibrahim |

| 5 de agosto de 1999 | Irak           | 2–0 | Omán | Central Stadium, Dushanbe |  |
|                     | Farhan 55' 70' |     |      |                           |  |

| 7 de agosto de 1999 | Tayikistán                 | 2–1 | Omán           | Central Stadium, Dushanbe |  |
|                     | Knyazev 21' · Kulbayev 29' |     | Al-Balushi 43' |                           |  |

| 7 de agosto de 1999 | Irak                                               | 5–1 | Kirguistán  | Central Stadium, Dushanbe                                       |                                                                 |
|                     | Farhan 54' · Fawzi 60' · Hamad 62' · Obeid 67' 80' |     | Zakirov 51' | Asistencia: 5,000 espectadores Árbitro(s): Fereydoun Esfahanian | Asistencia: 5,000 espectadores Árbitro(s): Fereydoun Esfahanian |

### Grupo 2
| Pos. | Equipo    | Pts. | PJ | G | E | P | GF | GC | Dif. | Clasificación |
| ---- | --------- | ---- | -- | - | - | - | -- | -- | ---- | ------------- |
| 1    | Irán (H)  | 13   | 6  | 4 | 1 | 1 | 16 | 2  | +14  | Copa Asiática |
| 2    | Siria (H) | 13   | 6  | 4 | 1 | 1 | 11 | 3  | +8   |               |
| 3    | Baréin    | 9    | 6  | 3 | 0 | 3 | 6  | 6  | 0    |               |
| 4    | Maldivas  | 0    | 6  | 0 | 0 | 6 | 2  | 24 | −22  |               |

 Fuente: 
| 31-3-2000 | Maldivas | 0–8 | Irán                                                                                             | Al-Hamadaniah Stadium, Aleppo |  |
|           |          |     | Hasheminasab 2' · Dinmohammadi 9' · Mahdavikia 14' · Estili 19' · Daei 20' 27' 30' · Mousavi 50' |                               |  |

| 31-3-2000 | Siria     | 1–0 | Baréin | Al-Hamadaniah Stadium, Aleppo |  |
|           | Taleb 64' |     |        |                               |  |

| 2-4-2000 | Baréin                          | 4–1 | Maldivas               | Al-Hamadaniah Stadium, Aleppo |  |
|          | Sahinni 2' 43' · Jaffer 55' 59' |     | Izema Katu Mohamed 83' |                               |  |

| 2-4-2000 | Siria | 0–1 | Irán     | Al-Hamadaniah Stadium, Aleppo |  |
|          |       |     | Daei 55' |                               |  |

| 4-4-2000 | Baréin              | 1–0 | Irán | Al-Hamadaniah Stadium, Aleppo |  |
|          | Mohammad Salman 17' |     |      |                               |  |

| 4-4-2000 | Siria                                                                              | 6–0 | Maldivas | Al-Hamadaniah Stadium, Aleppo |  |
|          | Abaza 10' · Azzam 12' · Srour 30' · Al-Basha 50' · Hamami 70' · A. John 92' (a.g.) |     |          |                               |  |

| 7-4-2000 | Maldivas    | 1–2 | Siria                      | Azadi Stadium, Tehran |  |
|          | Latheef 90' |     | Al Zaher 10' · Kordieh 33' |                       |  |

| 7-4-2000 | Irán                              | 3–0 | Baréin | Azadi Stadium, Tehran |  |
|          | Fekri 57' · Karimi 72' · Daei 82' |     |        |                       |  |

| 9-4-2000 | Maldivas | 0–1 | Baréin    | Azadi Stadium, Tehran |  |
|          |          |     | Wahab 47' |                       |  |

| 9-4-2000 | Irán             | 1–1 | Siria        | Azadi Stadium, Tehran |  |
|          | Hasheminasab 40' |     | Al Sayed 15' |                       |  |

| 11-4-2000 | Baréin | 0–1 | Siria            | Azadi Stadium, Tehran |  |
|           |        |     | Haj Moustafa 24' |                       |  |

| 11-4-2000 | Irán                                             | 3–0 | Maldivas | Azadi Stadium, Tehran |  |
|           | Abolghasempour 3' · Estili 32' · Daei 63' (pen.) |     |          |                       |  |

### Grupo 3
| Pos. | Equipo     | Pts. | PJ | G | E | P | GF | GC | Dif. | Clasificación |
| ---- | ---------- | ---- | -- | - | - | - | -- | -- | ---- | ------------- |
| 1    | Uzbekistán | 12   | 4  | 4 | 0 | 0 | 16 | 2  | +14  | Copa Asiática |
| 2    | EAU (H)    | 9    | 4  | 3 | 0 | 1 | 12 | 2  | +10  |               |
| 3    | India      | 4    | 4  | 1 | 1 | 2 | 8  | 9  | −1   |               |
| 4    | Bangladesh | 4    | 4  | 1 | 1 | 2 | 5  | 12 | −7   |               |
| 5    | Sri Lanka  | 0    | 4  | 0 | 0 | 4 | 2  | 18 | −16  |               |

 Fuente: 
| 20 de noviembre de 1999 | Bangladés | 0–6 | Uzbekistán                                                                     | Tahnoun bin Mohammed Stadium, Abu Dhabi                      |                                                              |
|                         |           |     | Kasymov 22' · Pirmatov 42' · Davletov 46' · Statskikh 52' 76' · Marifaliev 89' | Asistencia: 15,000 espectadores Árbitro(s): Rashid Al-Hamdan | Asistencia: 15,000 espectadores Árbitro(s): Rashid Al-Hamdan |

| 20 de noviembre de 1999 | Emiratos Árabes Unidos             | 3–1 | India       | Tahnoun bin Mohammed Stadium, Abu Dhabi |  |
|                         | Al Kass 60' 85' · Jumaa 90' (pen.) |     | Vijayan 21' |                                         |  |

| 22 de noviembre de 1999 | Sri Lanka | 0–6 | Uzbekistán                                                       | Tahnoun bin Mohammed Stadium, Abu Dhabi |                                 |
|                         |           |     | Irismetov 3' 21' · Davletov 28' · Shirshov 29' 55' · Bazarov 71' | Árbitro(s): Selearajan Subraman         | Árbitro(s): Selearajan Subraman |

| 22 de noviembre de 1999 | Emiratos Árabes Unidos                        | 3–0 | Bangladés | Tahnoun bin Mohammed Stadium, Abu Dhabi |  |
|                         | Abdulrahim Jumaa 4' · Mattar 17' · Khalil 21' |     |           |                                         |  |

| 24 de noviembre de 1999 | Sri Lanka | 1–3 | Bangladés                                     | Tahnoun bin Mohammed Stadium, Abu Dhabi |  |
|                         | Fuad 34'  |     | Rakhman 37' · Rahkman 61' (pen.) · Akhmad 64' |                                         |  |

| 24 de noviembre de 1999 | India                     | 2–3 | Uzbekistán                                     | Tahnoun bin Mohammed Stadium, Abu Dhabi |  |
|                         | Ancheri 18' · Vijayan 55' |     | Rakhmanqulov 17' · Fyodorov 77' · Shirshov 86' |                                         |  |

| 26 de noviembre de 1999 | Sri Lanka | 1–3 | India                                      | Tahnoun bin Mohammed Stadium, Abu Dhabi |  |
|                         | Sabir 76' |     | Mondal 24' · R. Singh 40' · Jayasuriya 65' |                                         |  |

| 26 de noviembre de 1999 | Uzbekistán    | 1–0 | UAE | Tahnoun bin Mohammed Stadium, Abu Dhabi                            |                                                                    |
|                         | Shatskikh 71' |     |     | Asistencia: 23,000 espectadores Árbitro(s): Selearajan Subramaniam | Asistencia: 23,000 espectadores Árbitro(s): Selearajan Subramaniam |

| 28 de noviembre de 1999 | India                  | 2–2 | Bangladés     | Tahnoun bin Mohammed Stadium, Abu Dhabi |  |
|                         | Vijayan 25' · Dias 50' |     | Alfaz 19' 49' |                                         |  |

| 28 de noviembre de 1999 | Emiratos Árabes Unidos                                                 | 6–0 | Sri Lanka | Tahnoun bin Mohammed Stadium, Abu Dhabi |  |
|                         | Khalil 28' · Al-Hammadi 39' · Al-Boloushi 45' 77' · Ali 63' · Omer 81' |     |           |                                         |  |

### Grupo 4
| Pos. | Equipo     | Pts. | PJ | G | E | P | GF | GC | Dif. | Clasificación |
| ---- | ---------- | ---- | -- | - | - | - | -- | -- | ---- | ------------- |
| 1    | Qatar (H)  | 10   | 4  | 3 | 1 | 0 | 11 | 3  | +8   | Copa Asiática |
| 2    | Kazajistán | 9    | 4  | 3 | 0 | 1 | 8  | 3  | +5   |               |
| 3    | Jordania   | 7    | 4  | 2 | 1 | 1 | 12 | 4  | +8   |               |
| 4    | Palestina  | 3    | 4  | 1 | 0 | 3 | 3  | 8  | −5   |               |
| 5    | Pakistán   | 0    | 4  | 0 | 0 | 4 | 0  | 16 | −16  |               |

 Fuente: 
| 31 de marzo de 2000 | Catar       | 1–0 | Palestina | Al-Sadd Stadium, Doha |  |
|                     | Mustafa 16' |     |           |                       |  |

| 31 de marzo de 2000 | Jordania | 0–1 | Kazajistán  | Al-Sadd Stadium, Doha |  |
|                     |          |     | Avdeyev 10' |                       |  |

| 2 de abril de 2000 | Palestina                    | 2–0 | Pakistán | Al-Sadd Stadium, Doha          |                                |
|                    | El-Manasri 1' · Al-Jaish 62' |     |          | Asistencia: 6,000 espectadores | Asistencia: 6,000 espectadores |

| 2 de abril de 2000 | Catar                                  | 3–1 | Kazajistán  | Al-Sadd Stadium, Doha |  |
|                    | Nazmi 36' · Mustafa 39' · Al Enazi 73' |     | Avdeyev 82' |                       |  |

| 4 de abril de 2000 | Palestina | 1–5 | Jordania                                           | Al-Sadd Stadium, Doha           |                                 |
|                    | Fahad 49' |     | Abu Zema 6' 22' · Abdullah 35' · Al-Khatib 37' 47' | Asistencia: 11,000 espectadores | Asistencia: 11,000 espectadores |

| 4 de abril de 2000 | Catar                                                        | 5–0 | Pakistán | Al-Sadd Stadium, Doha |  |
|                    | Nazmi 25' (pen.) 85' (pen.) · Al Kuwari 51' 73' · Hassan 68' |     |          |                       |  |

| 6 de abril de 2000 | Kazajistán                      | 2–0 | Palestina | Al-Sadd Stadium, Doha                                   |                                                         |
|                    | Kadyrkulov 38' · Litvinenko 90' |     |           | Asistencia: 2,500 espectadores Árbitro(s): Jalal Moradi | Asistencia: 2,500 espectadores Árbitro(s): Jalal Moradi |

| 6 de abril de 2000 | Pakistán | 0–5 | Jordania                                                               | Al-Sadd Stadium, Doha |  |
|                    |          |     | Al-Sheikh 6' · Abu Raba 11' · Ghanem Hamarsheh 13' 34' · Al-Khatib 80' |                       |  |

| 8 de abril de 2000 | Pakistán | 0–4 | Kazajistán                                       | Al-Sadd Stadium, Doha |  |
|                    |          |     | Zubarev 21' 43' · Kucheryavykh 60' · Klishin 72' |                       |  |

| 8 de abril de 2000 | Jordania                    | 2–2 | Catar                        | Al-Sadd Stadium, Doha |  |
|                    | Abu Zema 25' · Abdullah 45' |     | Al Kuwari 66' · Al Enazi 67' |                       |  |

### Grupo 5
| Pos. | Equipo       | Pts. | PJ | G | E | P | GF | GC | Dif. | Clasificación |
| ---- | ------------ | ---- | -- | - | - | - | -- | -- | ---- | ------------- |
| 1    | Kuwait (H)   | 12   | 4  | 4 | 0 | 0 | 33 | 1  | +32  | Copa Asiática |
| 2    | Turkmenistán | 9    | 4  | 3 | 0 | 1 | 15 | 6  | +9   |               |
| 3    | Yemen        | 6    | 4  | 2 | 0 | 2 | 14 | 5  | +9   |               |
| 4    | Nepal        | 3    | 4  | 1 | 0 | 3 | 3  | 13 | −10  |               |
| 5    | Bután        | 0    | 4  | 0 | 0 | 4 | 2  | 42 | −40  |               |

 Fuente: 
| 10-2-2000 | Kuwait                                                            | 6–1 | Turkmenistán | Mohammed Al-Hamad Stadium, Kuwait City |  |
|           | Haji 4' · Abdullah 16' 27' · Al-Houwaidi 17' 37' · Al-Khodari 90' |     | Agabaýew 89' |                                        |  |

| 10-2-2000 | Nepal | 0–3 | Yemen                                           | Mohammed Al-Hamad Stadium, Kuwait City |  |
|           |       |     | Tahous 27' · Al-Nono 32' · Al-Salimi 59' (pen.) |                                        |  |

| 12-2-2000 | Yemen | 0–1 | Turkmenistán | Mohammed Al-Hamad Stadium, Kuwait City |  |
|           |       |     | Bayramov 79' |                                        |  |

| 12-2-000 | Bután | 0–3 | Nepal                                | Mohammed Al-Hamad Stadium, Kuwait City |  |
|          |       |     | Gaba 21' · Joshi 29' · Rayamajhi 60' |                                        |  |

| 14-2-000                                                        | Kuwait | 20–0 | Bután | Mohammed Al-Hamad Stadium, Kuwait City |  |
|                                                                 | Al-Houwaidi 4' 6' (pen.) 10' 52' (pen.) 60' · Abdullah 20' 24' 38' 45' (pen.) 47' 50' 59' 89' · Al-Mutairi 21' 51' 63' · Bakhit 31' · Al-Shammari 21' · Sakeen 65' · Jassem 77' (pen.) |      |       |                                        |  |
| En su momento fue la mayor victoria en un partido oficial FIFA. | |      |       |                                        |  |

| 14-2-2000 | Turkmenistán                                               | 5–0 | Nepal | Mohammed Al-Hamad Stadium, Kuwait City |  |
|           | Molyev 35' · Banianov 37' · Lumadev 48' 61' · Agabaýew 79' |     |       |                                        |  |

| 16-2-2000 | Kuwait                        | 2–0 | Yemen | Mohammed Al-Hamad Stadium, Kuwait City |  |
|           | Mubarak 33' · Awad 51' (a.g.) |     |       |                                        |  |

| 16-2-2000 | Bután | 0–8 | Turkmenistán                                                                        | Mohammed Al-Hamad Stadium, Kuwait City |  |
|           |       |     | Bayramov 11' 22' 45+1' 62' · Iyamakakow 19' 67' · Burew 77' · Banianov 90+2' (.pen) |                                        |  |

| 18-2-2000 | Yemen | 11–2 | Bután                     | Mohammed Al-Hamad Stadium, Kuwait City |  |
|           | Briek 4' · Al-Salimi 18' 55' · Al-Nono 15' 56' 87' · Tahous 24' 81' · Al-Ghurbani 25' 26' · Al-Kahta 82' |      | Ogissen 42' · Won Dei 45' |                                        |  |

| 18-2-2000 | Kuwait                             | 5–0 | Nepal | Mohammed Al-Hamad Stadium, Kuwait City |  |
|           | Abdullah 9' 24' 45' 66' 90' (pen.) |     |       |                                        |  |

### Grupo 6
| Pos. | Equipo            | Pts. | PJ | G | E | P | GF | GC | Dif. | Clasificación |
| ---- | ----------------- | ---- | -- | - | - | - | -- | -- | ---- | ------------- |
| 1    | Corea del Sur (H) | 9    | 3  | 3 | 0 | 0 | 19 | 0  | +19  | Copa Asiática |
| 2    | Birmania          | 6    | 3  | 2 | 0 | 1 | 6  | 4  | +2   |               |
| 3    | Laos              | 3    | 3  | 1 | 0 | 2 | 2  | 14 | −12  |               |
| 4    | Mongolia          | 0    | 3  | 0 | 0 | 3 | 1  | 10 | −9   |               |

 Fuente: 
| 5 de abril de 2000 | Birmania                              | 2–0 | Mongolia | Dongdaemun Stadium, Seúl |  |
|                    | Soe Myat Min 74' · Myo Hlaing Win 86' |     |          |                          |  |

| 5 de abril de 2000 | Corea del Sur                                                                                               | 9–0 | Laos | Dongdaemun Stadium, Seúl                                      |                                                               |
|                    | Sim Jae-Won 32' · Kim Eun-Jung 45' 67' 71' · Lee Chun-Soo 50' · Seol Ki-Hyun 58' 77' 86' · Ahn Hyo-Yeon 75' |     |      | Asistencia: 16,500 espectadores Árbitro(s): Hisaharu Kitamura | Asistencia: 16,500 espectadores Árbitro(s): Hisaharu Kitamura |

| 7 de abril de 2000 | Birmania                                                       | 4–0 | Laos | Dongdaemun Stadium, Seúl |  |
|                    | Myo Hlaing Win 32' 62' · Aung Kyaw Moe 43' · Than Toe Aung 51' |     |      |                          |  |

| 7 de abril de 2000 | Mongolia | 0-6 | Corea del Sur                                                                                       | Dongdaemun Stadium, Seúl                               |                                                        |
|                    |          |     | Ahn Hyo-Yeon 20' 23' · Choi Tae-Uk 37' 88' · Choi Chul-Woo 46' · Lee Chun-Soo 71' · Kim Tae-Jin 75' | Asistencia: 2,150 espectadores Árbitro(s): Sung Ho Liu | Asistencia: 2,150 espectadores Árbitro(s): Sung Ho Liu |

| 9 de abril de 2000 | Laos                              | 2–1 | Mongolia         | Dongdaemun Stadium, Seúl |  |
|                    | Khenkitisack 26' · Homsombath 80' |     | Buman-Uchral 63' |                          |  |

| 9 de abril de 2000 | Corea del Sur                                 | 4–0 | Birmania         | Dongdaemun Stadium, Seúl                                      |                                                               |
|                    | Seol Ki-Hyun 61' 67' · Ahn Hyo-Yeon 78' { 85' |     | Soe Myat Min 51' | Asistencia: 15,600 espectadores Árbitro(s): Hisaharu Kitamura | Asistencia: 15,600 espectadores Árbitro(s): Hisaharu Kitamura |

### Grupo 7
| Pos. | Equipo    | Pts. | PJ | G | E | P | GF | GC | Dif. | Clasificación |
| ---- | --------- | ---- | -- | - | - | - | -- | -- | ---- | ------------- |
| 1    | Indonesia | 10   | 4  | 3 | 1 | 0 | 18 | 5  | +13  | Copa Asiática |
| 2    | Hong Kong | 7    | 4  | 2 | 1 | 1 | 7  | 5  | +2   |               |
| 3    | Camboya   | 0    | 4  | 0 | 0 | 4 | 4  | 19 | −15  |               |

 Fuente: 
| 18 de octubre de 1999 | Hong Kong                                                        | 4–1 | Camboya | Estadio Mong Kok, Hong Kong |  |
|                       | Chen Sin Syu-Chung 34' 52' · Lee Kin Wo 54' · Wong Chi Kyung 83' |     |         |                             |  |

| 24 de octubre de 1999 | Hong Kong      | 1–1 | Indonesia   | Estadio Mong Kok, Hong Kong |  |
|                       | Au Wai Lun 62' |     | Putiray 88' |                             |  |

| 30 de octubre de 1999 | Camboya       | 1–5 | Indonesia                                                  | Nacional, Phnom Penh, Camboya |  |
|                       | Arunreath 72' |     | Prasetyo 14' · Pamungkas 28' · Putiray 39' 46' · Sunan 47' |                               |  |

| 7 de noviembre de 1999 | Camboya | 0–1 | Hong Kong         | Nacional, Phnom Penh, Camboya |  |
|                        |         |     | Lai Kai Cheuk 58' |                               |  |

| 14 de noviembre de 1999 | Indonesia                               | 3–1 | Hong Kong      | Senayan Stadium, Yakarta, Indonesia |  |
|                         | Mar'uf 9' · Putiray 48' · Pamungkas 72' |     | Au Wai Lun 62' |                                     |  |

| 20 de noviembre de 1999 | Indonesia                                                                                        | 9–2 | Camboya | Senayan Stadium, Yakarta, Indonesia |  |
|                         | Putiray 2' 38' 90' · Purjianto 15' · Nahumarury 33' · Nawawi 40' · Pamungkas 53' 70' · Putro 85' |     |         |                                     |  |

### Grupo 8
| Pos. | Equipo          | Pts. | PJ | G | E | P | GF | GC | Dif. | Clasificación |
| ---- | --------------- | ---- | -- | - | - | - | -- | -- | ---- | ------------- |
| 1    | Tailandia (H)   | 13   | 6  | 4 | 1 | 1 | 13 | 8  | +5   | Copa Asiática |
| 2    | Corea del Norte | 11   | 6  | 3 | 2 | 1 | 11 | 7  | +4   |               |
| 3    | Malasia (H)     | 7    | 6  | 2 | 1 | 3 | 12 | 13 | −1   |               |
| 4    | China Taipéi    | 3    | 6  | 1 | 0 | 5 | 3  | 11 | −8   |               |

 Fuente: 
| 25-3-2000 | Corea del Norte | 0–0 | Tailandia | Shah Alam Stadium, Kuala Lumpur, Malasia                  |  |
|           |                 |     |           | Asistencia: 15,150 espectadores Árbitro(s): Yam-Ming Chan |  |

| 25-3-2000 | Malasia                      | 3–0 | China Taipéi | Shah Alam Stadium, Kuala Lumpur, Malasia |  |
|           | Derus 34' · Suparman 82' 86' |     |              |                                          |  |

| 27-3-2000 | China Taipéi | 0–2 | Tailandia                               | Shah Alam Stadium, Kuala Lumpur, Malasia |  |
|           |              |     | Piturat 74' · Cheng Yung-Jen 81' (a.g.) |                                          |  |

| 27-3-2000 | Malasia    | 1–1 | Corea del Norte | Shah Alam Stadium, Kuala Lumpur, Malasia                  |                                                           |
|           | Yusoff 58' |     | Ko Jong-Nam 6'  | Asistencia: 18,000 espectadores Árbitro(s): Naotsugu Fuse | Asistencia: 18,000 espectadores Árbitro(s): Naotsugu Fuse |

| 29-3-2000 | China Taipéi | 0–2 | Corea del Norte      | Shah Alam Stadium, Kuala Lumpur, Malasia               |                                                        |
|           |              |     | Ryang Gyu-Sa 12' 21' | Asistencia: 4,000 espectadores Árbitro(s): Jerry Andre | Asistencia: 4,000 espectadores Árbitro(s): Jerry Andre |

| 29-3-2000 | Malasia                                     | 3–2 | Tailandia                       | Shah Alam Stadium, Kuala Lumpur, Malasia |  |
|           | Suparman 14' · Derus 21' (pen.) · Jusoh 48' |     | Fuangprakob 55' · Surasiang 90' |                                          |  |

| 4-4-2000 | China Taipéi                    | 3–2 | Malasia          | Suphachalasai Stadium, Bangkok, Tailandia |  |
|          | R. Choi 14' · Ming Tuan 29' 34' |     | Derus 21' 90+13' |                                           |  |

| 4-4-2000 | Tailandia                                                                          | 5–3 | Corea del Norte                                   | Suphachalasai Stadium, Bangkok, Tailandia |  |
|          | Damrong-Ontrakul 34' · Surasiang 35' · Piturat 73' · Noosarung 86' · Thonkanya 88' |     | Ju Song-Il 28' · Kim Ho-Gun 53' · Ko Jong-Nam 60' |                                           |  |

| 6-4-2000 | Corea del Norte                                            | 4–1 | Malasia          | Suphachalasai Stadium, Bangkok, Tailandia |                                 |
|          | Ri Kyong-Min 16' · Ryang Gyu-Sa 49' · Ri Hyok-Choi 73' 84' |     | Ooi Hoe Guan 26' | Asistencia: 20,000 espectadores           | Asistencia: 20,000 espectadores |

| 6-4-2000 | Tailandia            | 1–0 | China Taipéi | Suphachalasai Stadium, Bangkok, Tailandia |  |
|          | Damrong-Ontrakul 43' |     |              |                                           |  |

| 9-4-2000 | Corea del Norte  | 1–0 | China Taipéi | Suphachalasai Stadium, Bangkok, Tailandia |                                 |
|          | Ri Hyok-Choi 53' |     |              | Asistencia: 45,000 espectadores           | Asistencia: 45,000 espectadores |

| 9-4-2000 | Tailandia                               | 0 3–2 | Malasia                   | Suphachalasai Stadium, Bangkok, Tailandia |  |
|          | Noosarung 14' · Baribarn 24' (pen.) 67' |       | Suparman 35' · Yusoff 60' |                                           |  |

### Grupo 9
| Pos. | Equipo      | Pts. | PJ | G | E | P | GF | GC | Dif. | Clasificación |
| ---- | ----------- | ---- | -- | - | - | - | -- | -- | ---- | ------------- |
| 1    | China       | 9    | 3  | 3 | 0 | 0 | 29 | 0  | +29  | Copa Asiática |
| 2    | Vietnam (H) | 6    | 3  | 2 | 0 | 1 | 14 | 2  | +12  |               |
| 3    | Filipinas   | 3    | 3  | 1 | 0 | 2 | 2  | 11 | −9   |               |
| 4    | Guam        | 0    | 3  | 0 | 0 | 3 | 0  | 32 | −32  |               |

 Fuente: 
| 23 de enero de 2000 | Vietnam | 11–0 | Guam | Thống Nhất Stadium, Ho Chi Minh City |  |
|                     | Pham Nhu Thuan 3' · Vu Cong Tuyen 25' 28' 37' 41' 88' · Van Sy Hung 39' 81' · Vo Minh Hieu 45' · Dang Phuong Nam 59' · Ngo Quang Truong 75' |      |      |                                      |  |

| 23 de enero de 2000 | China                                                                      | 8–0 | Filipinas | Thống Nhất Stadium, Ho Chi Minh City |                              |
|                     | Su Maozhen 3' 12' 19' 35' 45' · Hao Haidong 26' · Yao Xia 41' · Li Tie 80' |     |           | Árbitro(s): Duraman Zulkifle         | Árbitro(s): Duraman Zulkifle |

| 26 de enero de 2000 | Guam | 0–19 | China | Thống Nhất Stadium, Ho Chi Minh City |                       |
|                     |      |      | Hao Haidong 2' 56' 58' 63' · Ma Mingyu 12' · Su Maozhen 20' 40' 80' · Li Weifeng 23' · Yao Xia 38' 55' · Qu Shengqing 55' 61' 73' 83' 87' · Li Tie 75' · Shen Si 84' · Qi Hong 85' | Árbitro(s): U Tun Tun                | Árbitro(s): U Tun Tun |

| 26 de enero de 2000 | Filipinas | 0–3 | Vietnam                                      | Thống Nhất Stadium, Ho Chi Minh City |  |
|                     |           |     | Vu Cong Tuyen 21' · Ngo Quang Truong 72' 88' |                                      |  |

| 29 de enero de 2000 | Guam | 0–2 | Filipinas                         | Thống Nhất Stadium, Ho Chi Minh City |  |
|                     |      |     | N. Fegidero 63' · T. Fegidero 86' |                                      |  |

| 29 de enero de 2000 | Vietnam | 0–2 | China                            | Thống Nhất Stadium, Ho Chi Minh City |                                 |
|                     |         |     | Su Maozhen 27' · Zhang Enhua 89' | Asistencia: 16,000 espectadores      | Asistencia: 16,000 espectadores |

### Grupo 10
| Pos. | Equipo    | Pts. | PJ | G | E | P | GF | GC | Dif. | Clasificación |
| ---- | --------- | ---- | -- | - | - | - | -- | -- | ---- | ------------- |
| 1    | Japón     | 9    | 3  | 3 | 0 | 0 | 15 | 0  | +15  | Copa Asiática |
| 2    | Singapur  | 6    | 3  | 2 | 0 | 1 | 2  | 3  | −1   |               |
| 3    | Macao (H) | 3    | 3  | 1 | 0 | 2 | 1  | 4  | −3   |               |
| 4    | Brunéi    | 0    | 3  | 0 | 0 | 3 | 0  | 11 | −11  |               |

 Fuente: 
| 13-2-2000 | Macao      | 1–0 | Brunéi | Estádio Campo Desportivo, Macao |  |
|           | Fi Fai 77' |     |        |                                 |  |

| 13-2-2000 | Singapur | 0–3 | Japón                                   | Estádio Campo Desportivo, Macao |  |
|           |          |     | Nakazawa 13' 90', · Nakayama 42' (pen.) |                                 |  |

| 16-2-2000 | Macao | 0–1 | Singapur              | Estádio Campo Desportivo, Macao |  |
|           |       |     | Mohd Salem 40' (pen.) |                                 |  |

| 16-2-2000 | Japón                                                                                        | 9–0 | Brunéi | Estádio Campo Desportivo, Macao |  |
|           | Nakayama 1' 2' 4' · Kazu 36' · Nakamura 45' · Hirano 66' · Takahara 75' 88' · Sawanobori 85' |     |        |                                 |  |

| 20-2-2000 | Macao | 0–3 | Japón                           | Estádio Campo Desportivo, Macao |  |
|           |       |     | Nakayama 35' 65' · Takahara 57' |                                 |  |

| 20-2-2000 | Singapur     | 1–0 | Brunéi | Estádio Campo Desportivo, Macao |  |
|           | Mohd Ali 88' |     |        |                                 |  |

## Clasificados a la Copa Asiática
| - Arabia Saudita (Campeón Defensor) - China - Indonesia - Irán | - Irak - Japón - Corea del Sur - Kuwait | - Catar - Tailandia - Uzbekistán - Líbano (Anfitrión) |